# Здание Александровской женской богадельни с родовспомогательным отделением
Здание Александровской женской богадельни с родовспомогательным отделением — памятник градостроительства и архитектуры в историческом центре Нижнего Новгорода. Представляет собой комплекс из двух зданий, возведённых в середине XIX века — 1882 году: дома титулярного советника П. И. Хохлова (сер. XIX века, архитектор не установлен) и здания роддома (1881—1882, арх. Н. А. Фрелих).
До революции 1917 года в зданиях располагалась Александровская женская богадельня с родовспомогательным отделением, названная в память спасения жизни императора Александра II от руки убийцы в Париже 25 мая 1867 года. Устройство благотворительного учреждения состоялось благодаря инициативам и активной помощи нижегородских купцов Андрея Семёновича Остатошникова и Александра Павловича Вяхирева.                 
Сегодня комплекс является значимым элементом исторической застройки улицы Варварской — одной из главных улиц исторического центра Нижнего Новгорода. Здание роддома считается лучшей работой архитектора Н. А. Фрелиха в городе.          

## История
Земельный участок, занимающий угол и половину городского квартала по улицам Варварской и Володарского, на котором расположен памятник, в XIX веке был разделён на три части и принадлежал разным владельцам. Участок вдоль улицы Солдатской (сейчас — Володарского) в 1864 году был пожертвован владельцем, купцом Андреем Семёновичем Остатошниковым городу для устройства «странноприимного дома и богадельни для людей безродных и не имеющих средств к существованию».
Из-за того, что участок Остатошникова был небольшим, к организации богадельни приступили только через три года, когда купец повторно обратился к городским властям с этим вопросом. Тогда было решено выкупить у титулярного советника П. И. Хохлова участок с домом по улице Варварской, примыкающим садом к участку Остатошникова. Богадельню было решено назвать в память спасения жизни императора Александра II от руки убийцы в Париже 25 мая 1867 года, а открытие богадельни провести 30 августа 1868 года в день именин Его императорского величества. Горожане собрали средства на покупку и ремонт дома Хохлова и закупку всего необходимого. Работы были закончены в срок и в 1868 году Александровская богадельня на 25 кроватей была освящена и торжественно открыта с благодарностью попечителям и устроителям. 
Обязанностями по заготовке продуктов питания занялся Остатошников. Он же организовал молельню для богадельниц, не имевших сил ходить в храм, и ходатайствовал об устроении домовой церкви. В 1869 году при поддержке городской думы домовая церковь Вознесения Господня и Святого Князя Александра Невского при приюте была построена и освящена. В бывшем доме Хохлова также разместились бесплатная лечебница и родовспомогательное заведение. Приют стал испытывать потребность в расширении площади.
В 1878 году судьбой приюта озаботился купец Александр Павлович Вяхирев и обратился к городским властям с предложением: «состоящую в моём владении землю на углу улиц Варварской и Солдатской передать на вечное время городской думе в полное её распоряжение, но с условием: чтобы эту землю использовали под застройку родильного заведения для бедных». Предложение было принято. На участке, пожертвованном Вяхиревым, решили выстроить здание для размещения родовспоможения, лечебницы и церкви. План-фасады разработал архитектор Николай Фрелих. К 1882 году строительные работы были завершены. Роддом имел 85 коек, а первым его директором стал врач В. Баулин. При роддоме было открыто «сиротопитательное» отделение на 10 сирот, матери которых скончались в больнице. Рожениц кормили бесплатно, а для нуждающихся бедных нижегородцев по инициативе Остатошникова обеды отпускались на дом.
Здание роддома и трёхэтажный дом Хохлова сохранились до настоящего времени. Сегодня в зданиях бывшей богадельни расположен городской роддом № 1.                                         
- Фасад корпуса роддома по Варварской улице.
- Дом титулярного советника П. И. Хохлова.